# سیارک ۴۶۰۵
سیارک ۴۶۰۵ (به انگلیسی: 4605 Nikitin، نامگذاری:1987SV17) چهار هزار و ششصد و پنجمین سیارک کشف شده‌است که در ۱۸ سپتامبر ۱۹۸۷ کشف شد.
قدر مطلق سیارک برابر ۱۳٫۳۰ است.